# Zooropa
Zooropa är ett musikalbum av U2 utgivet 6 juni 1993. Det är bandets åttonde studioalbum och uppföljaren till Achtung Baby.
Under Zoo TV Tour skrev U2 nytt material på hotellrum och olika soundchecks. I början av 1993 klev man åter in i studion. Från början var det tänkt att endast en singel eller möjligen en EP skulle släppas. Materialet räckte dock till ett helt album. 
Zooropa är en fortsättning på Achtung Baby men med mer inslag av sampling, techno och elektronisk musik och är mer "europeiskt" än U2:s album från 1980-talet. Berlinmuren hade fallit, östblocket rasat samman, nya länder hade bildats och kriget i Jugoslavien pågick. Samtidigt som tv visade allt i direktsändning. Texterna på albumet berör mycket om hur teknologi och kommersialism både för samman och separerar oss. The Edge, som skrev och sjunger på Numb, menar att inspirationen till texten uppkom genom att "allt vi bombarderas med varje dag är så mycket att vi inte kan ta in all information". Låten Zooropas första halva innehåller flera slogans för olika multinationella företag. 
Zooropa har sålt i sju miljoner exemplar och vann en Grammy för Bästa Alternativa Album 1994. 

## Låtlista
All musik skriven av U2, texter av Bono förutom "Dirty Day" (Bono och The Edge) och "Numb" (The Edge).
1. "Zooropa" - 6:31
2. "Babyface" - 4:01
3. "Numb" - 4:20
4. "Lemon" - 6:58
5. "Stay (Faraway, So Close!)" - 4:58
6. "Daddy's Gonna Pay for Your Crashed Car" - 5:20
7. "Some Days Are Better Than Others" - 4:17
8. "The First Time" - 3:45
9. "Dirty Day" - 5:24
10. "The Wanderer" (med Johnny Cash) - 4:44